# Bryum erythrotropis
Bryum erythrotropis är en bladmossart som beskrevs av C. Müller 1875. Bryum erythrotropis ingår i släktet bryummossor, och familjen Bryaceae. Inga underarter finns listade i Catalogue of Life.